# Herbst-Lorchel
Die Herbst-Lorchel oder Krause Lorchel (Helvella crispa, syn. Helvella pithyophila) ist eine Pilzart aus der Familie der Lorchelverwandten.

## Merkmale

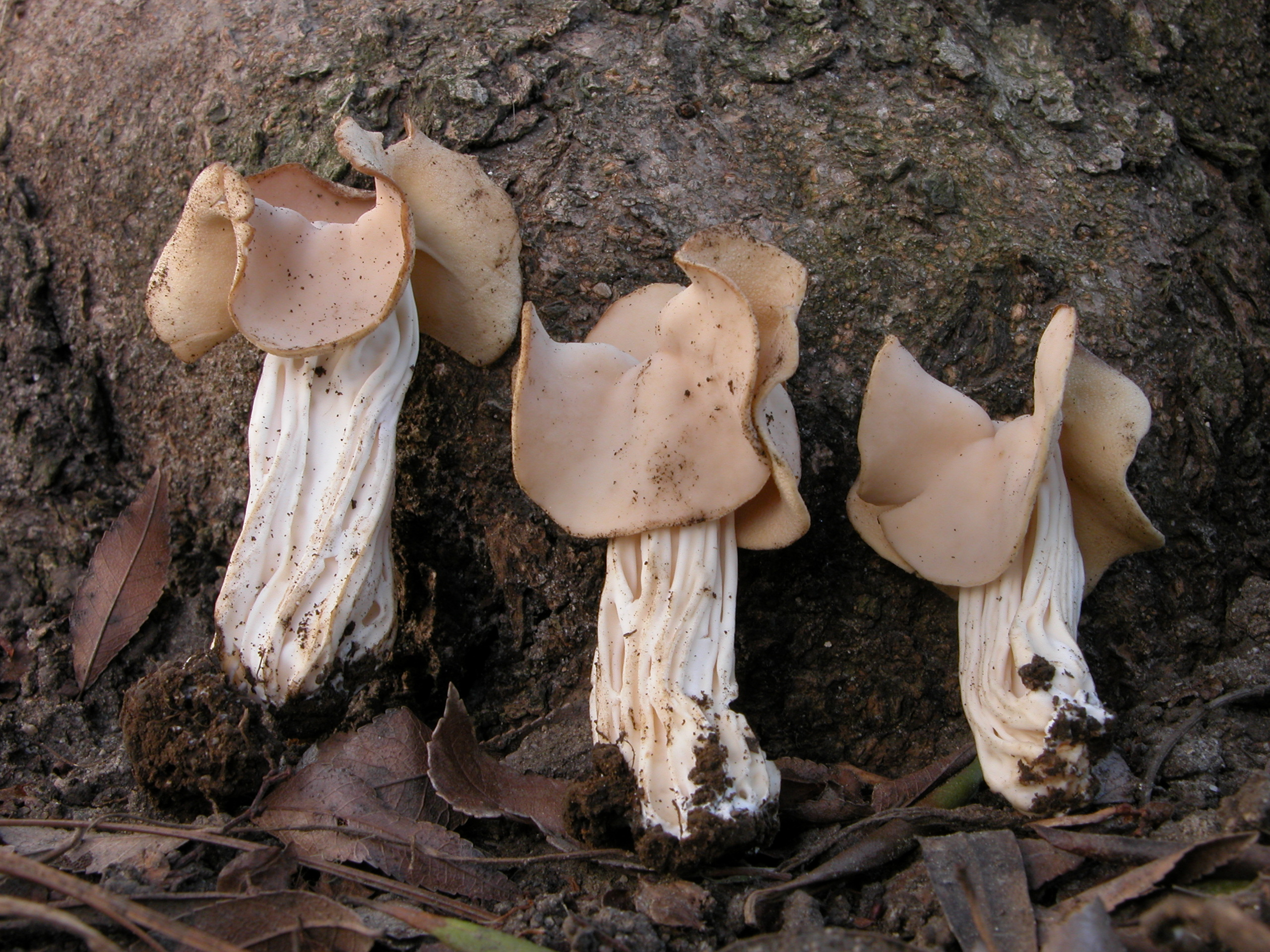
Eine Gruppe Fruchtkörper der Herbst-Lorchel mit den typisch längs gerippten Stielen und krausig-lappigen Kopfteilen

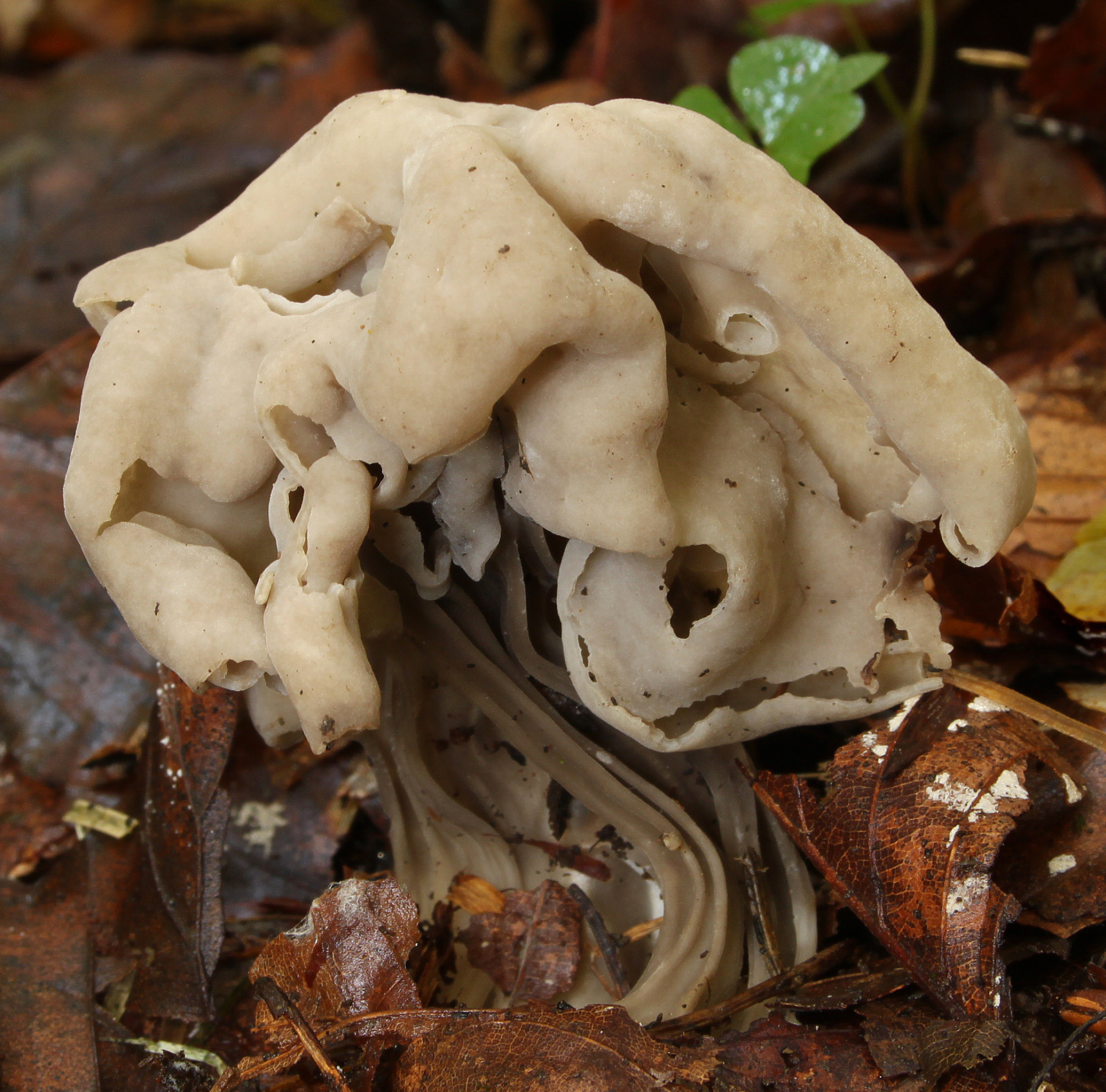
Überaltertes Exemplar einer Herbst-Lorchel

### Makroskopische Merkmale
Das bis zu 3 cm breite, oft krausig-lappig geformte und sehr brüchige Kopfteil ist weißgelb, gräulich oder blass braun gefärbt. Die Hutlappen sind außen von der sporenproduzierenden Fruchtschicht überzogen. Der 2-15(–25) cm hohe, tief gefurchte und längs gerippte Stiel hat eine zähere Konsistenz und eine weiße Farbe. Er ist unten bauchig und verjüngt sich zur Spitze hin. Innen ist der Stiel von unregelmäßigen und länglichen Hohlräumen durchzogen. Junge Exemplare haben einen angenehmen, alte dagegen einen stark süßlichen Geruch und Geschmack. Das Sporenpulver ist weiß.

### Mikroskopische Merkmale
Die Sporen sind hyalin, elliptisch geformt, glatt und haben einen großen Öltropfen. Sie messen 16-20 × 10-12 Mikrometer. Sie reifen in zylindrischen und ca. 240-290 × 15-18 µm großen Schläuchen heran. Die sterilen Safthaare in der Fruchtschicht sind fadenförmig, an der Spitze leicht keulig und haben Querwände.

## Artabgrenzung
Die habituell und farblich identische, aber kleinere Milchweiße Lorchel (Helvella lactea) kann mikroskopisch kaum von der Herbst-Lorchel unterschieden werden. Darüber hinaus ähnelt die Herbst-Lorchel mit der dünnfleischigen Struktur, dem lappigen Kopfteil und dem gefurchten Stiel stark der nah verwandten Gruben-Lorchel. Das Kopfteil hat aber eine grauschwarze Farbe, abgesehen von Albinoformen. Außerdem sind die der Fruchtschicht abgewandten, sterilen Flächen glatt, während die der Herbst-Lorchel fein-flaumig überzogen sind. Dies wird durch haarähnlich verlängerte Zellen verursacht. Bisweilen werden Lorcheln auch mit verschiedenen Morchel-Arten verwechselt – letztere haben aber ein mehr oder weniger wabenartig strukturiertes Kopfteil.

## Ökologie
Die Herbst-Lorchel ist von Juli bis November an Weg- und Straßenrändern zu finden. Sie hat gerne humose, feuchte Stellen mit Laub und kann im Unterholz von Wäldern wie auch in Gräben oder entlang von Waldrändern auf Wiesen wachsen. Sie wächst im Gebirge und im Flachland, bevorzugt aber Laubwälder in mittlerer Lage. Oft ist sie in Gemeinschaft mit Becherlingen zu finden und meist erscheint sie in großen Gruppen. Der Boden ist neutral bis kalkhaltig.

## Verbreitung
In Europa ist sie weit verbreitet, im Norden soll sie ab dem 62. Breitengrad fehlen.
In der Schweiz kommt sie nördlich der Alpen, also im Flachland vom Genfer- zum Bodensee, sehr häufig vor. Im Alpenraum selbst und auf der Alpensüdseite wurde sie nur vereinzelt nachgewiesen. Auf der Roten Liste der International Union for Conservation of Nature and Natural Resources (IUCN) wurde sie 2009 unter „nicht gefährdet“ (least concern) aufgeführt.

## Bedeutung
Die Verwendung der Herbst-Lorchel als Speisepilz wird uneinheitlich beurteilt. Roh genossen kann sie gastrointestinale Beschwerden verursachen. Wie auch bei anderen Pilzarten sind individuelle Unverträglichkeiten möglich.
Abgesehen davon ist die Art essbar. In Italien wird sie als Marktpilz angeboten.
Im Gegensatz zu den Giftlorcheln (Gyromitra) enthält die Herbst-Lorchel keine bis minimale, toxikologisch unbedenkliche Spuren des hitzelabilen Giftes Gyromitrin und seines Abbauprodukts Monomethylhydrazin.